# Coryphantha durangensis
Coryphantha durangensis là một loài thực vật có hoa trong họ Cactaceae. Loài này được (Ruenge ex Schum.) Britton & Rose mô tả khoa học đầu tiên năm 1923.

## Hình ảnh

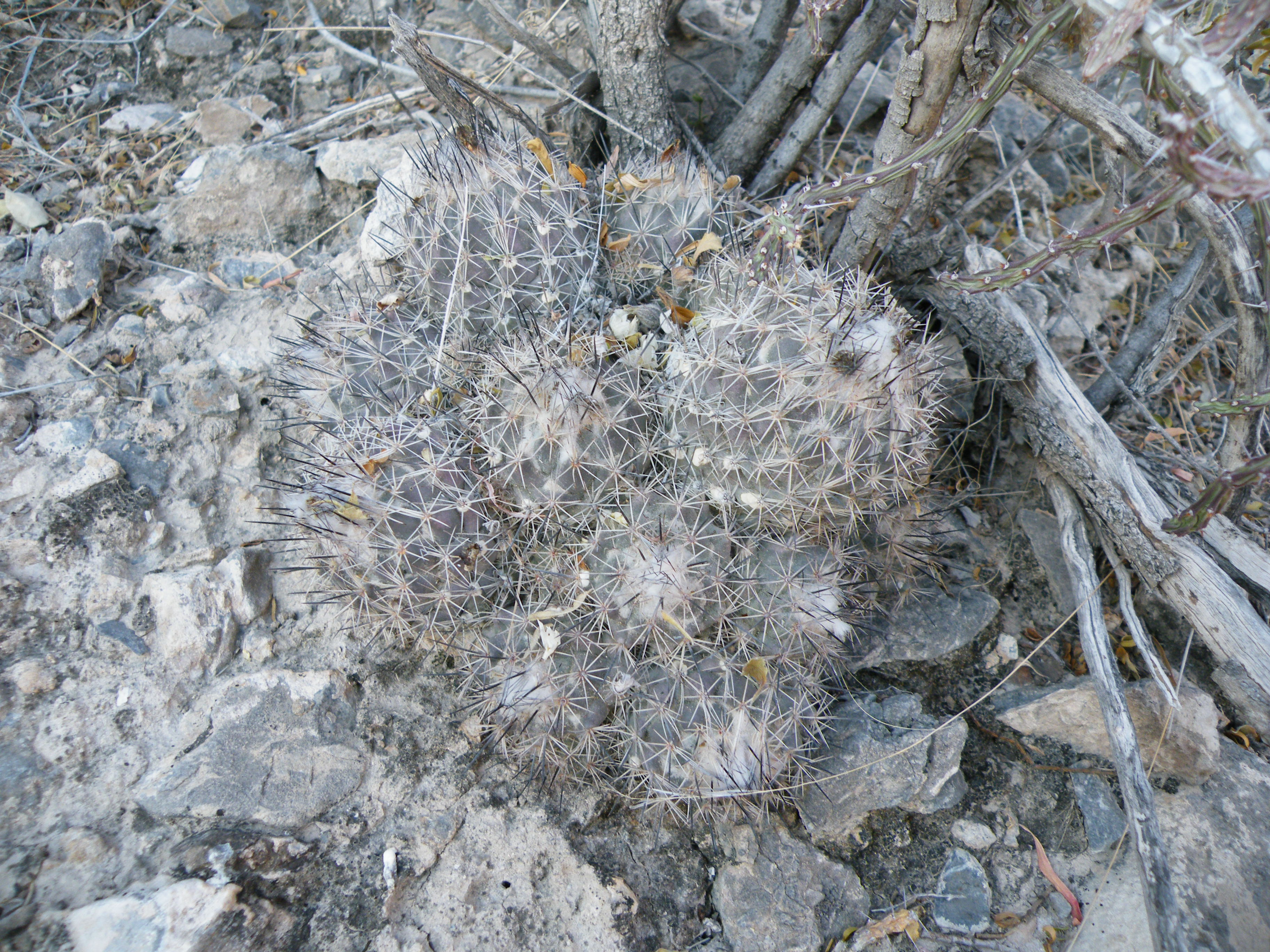
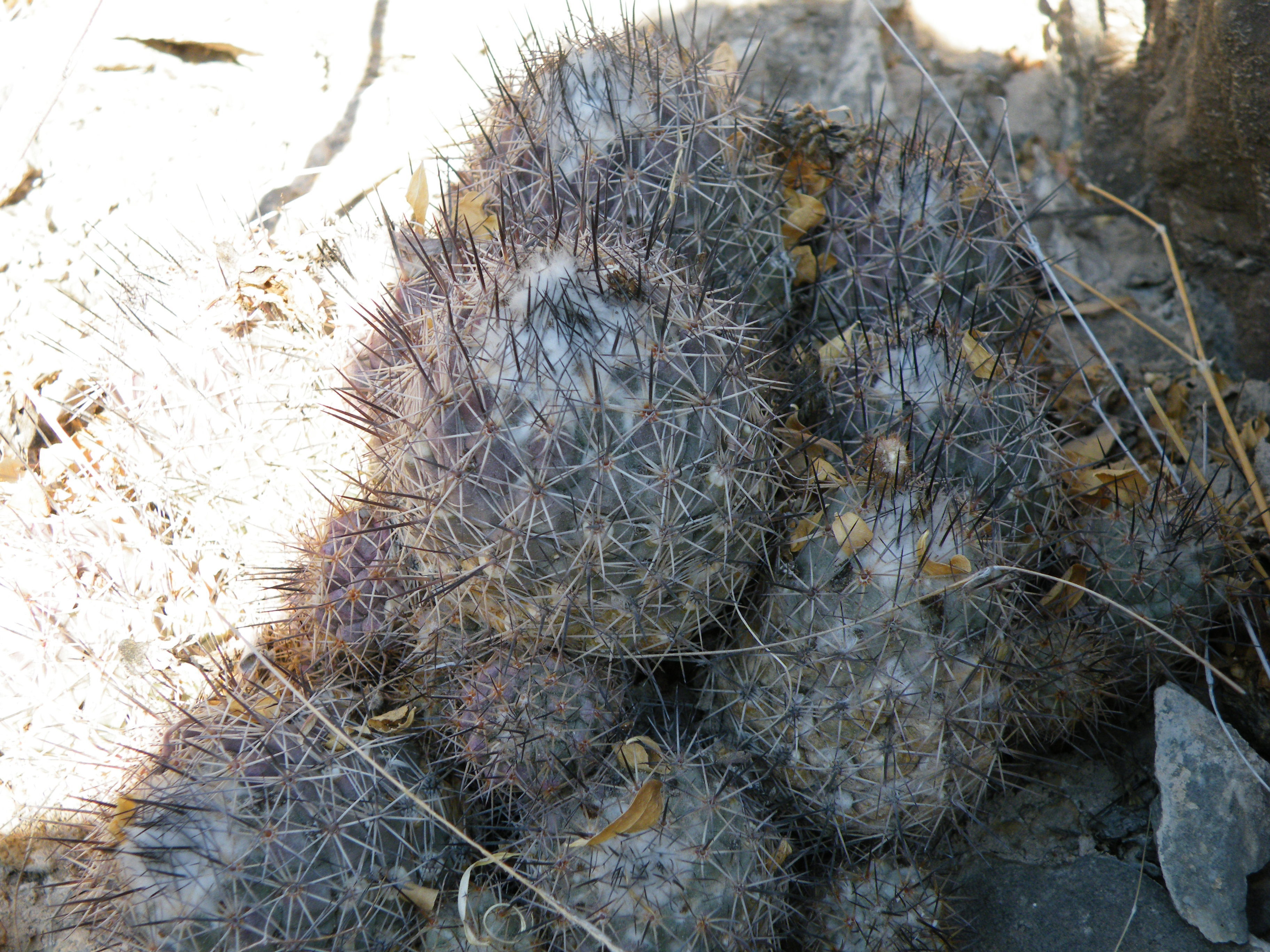